# Shrek !
Pour les articles homonymes, voir Shrek.
Shrek ! est un livre écrit et illustré par William Steig. L'ouvrage paraît en 1990 et raconte l'histoire d'un jeune ogre qui a trouvé l'ogresse de ses rêves, après avoir quitté sa maison pour découvrir le monde. La saga cinématographique Shrek s'est basée sur le livre une décennie après sa publication.
Des rumeurs soutiennent que l'apparence du personnage aurait été inspirée par celle du lutteur Maurice Tillet,.

## Récompenses
- Publishers Weekly : meilleur livre pour enfants de l'année
- School Library Journal : meilleur livre de l'année